# Abora III

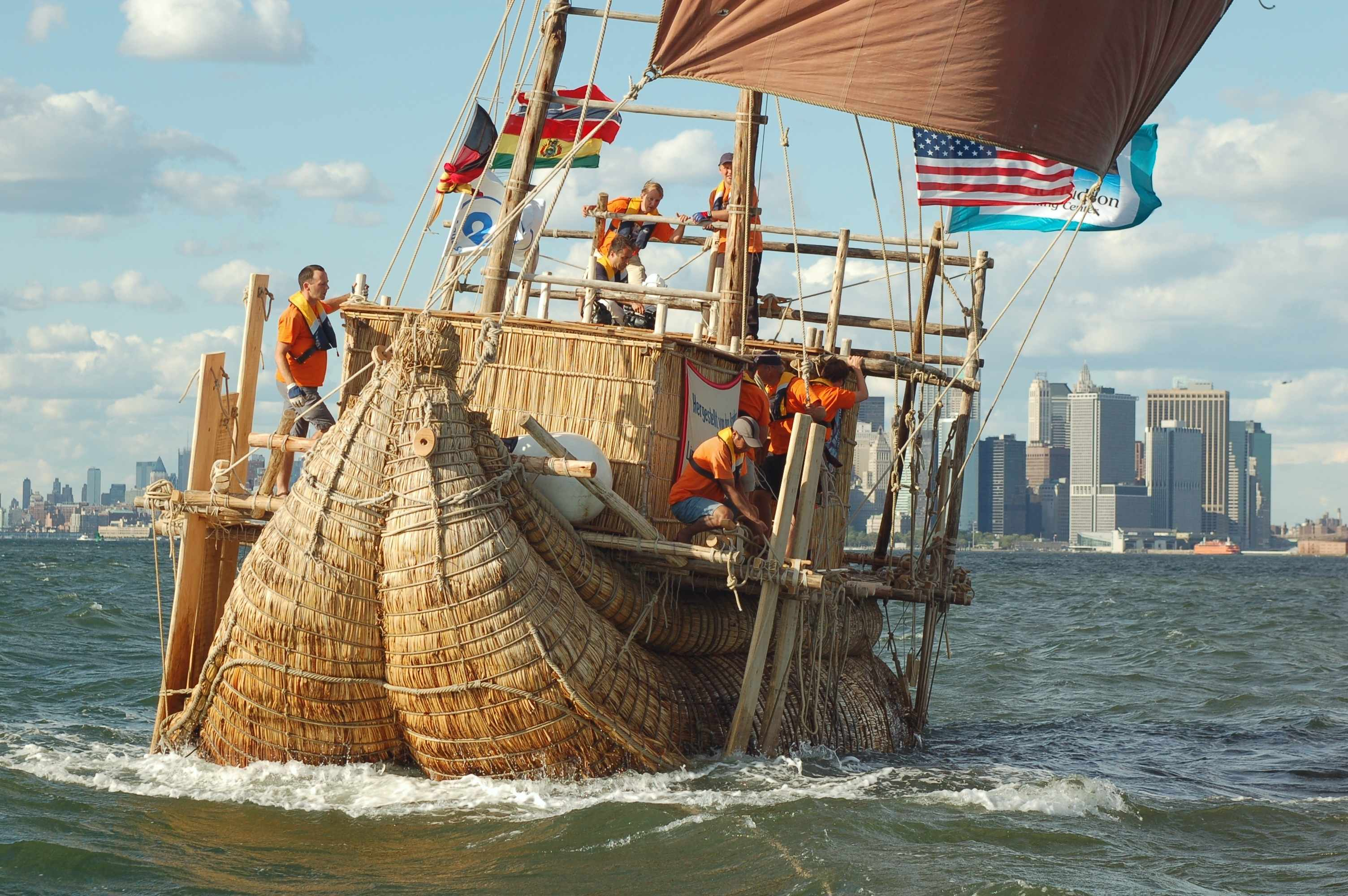
Abora III wypływa z Nowego Jorku

Abora III – statek wykonany z trzciny i lin na wzór staroegipskich łodzi. Zbudowany w celu przepłynięcia przez północny Atlantyk od Nowego Jorku, w Stanach Zjednoczonych, do Pontevedra, w Hiszpanii. Kierujący przedsięwzięciem Dominique Görlitz, biolog z Uniwersytetu w Bonn i bliski przyjaciel Thora Heyerdahla, postanowił wykazać, że już w starożytności, a nawet przed końcem ostatniego zlodowacenia (ok. 14 tys. lat temu) możliwe było żeglowanie pomiędzy Afryką i Ameryką. Kapitanem statku został Winfield Burmeister.
Kadłub statku został skonstruowany przez Indian z boliwijskiego ludu Ajmara z wykorzystaniem naturalnych materiałów oraz prostych narzędzi dostępnych lub wytwarzanych przez ludzi w epoce kamiennej. Kadłub miał 12 m długości i 4 m szerokości. Ważył 10 ton. Miał 11-metrowy maszt oraz żagiel o powierzchni 60 m². Załoga liczyła 11 osób.
Abora III wypłynęła z Nowego Jorku 11 lipca 2007. Po 56 dniach rejsu i pokonaniu ponad 2000 mil morskich rejs został przerwany z powodu uszkodzenia łodzi. Do osiągnięcia Azorów zabrakło 550 Mm.